# 이슬람주의

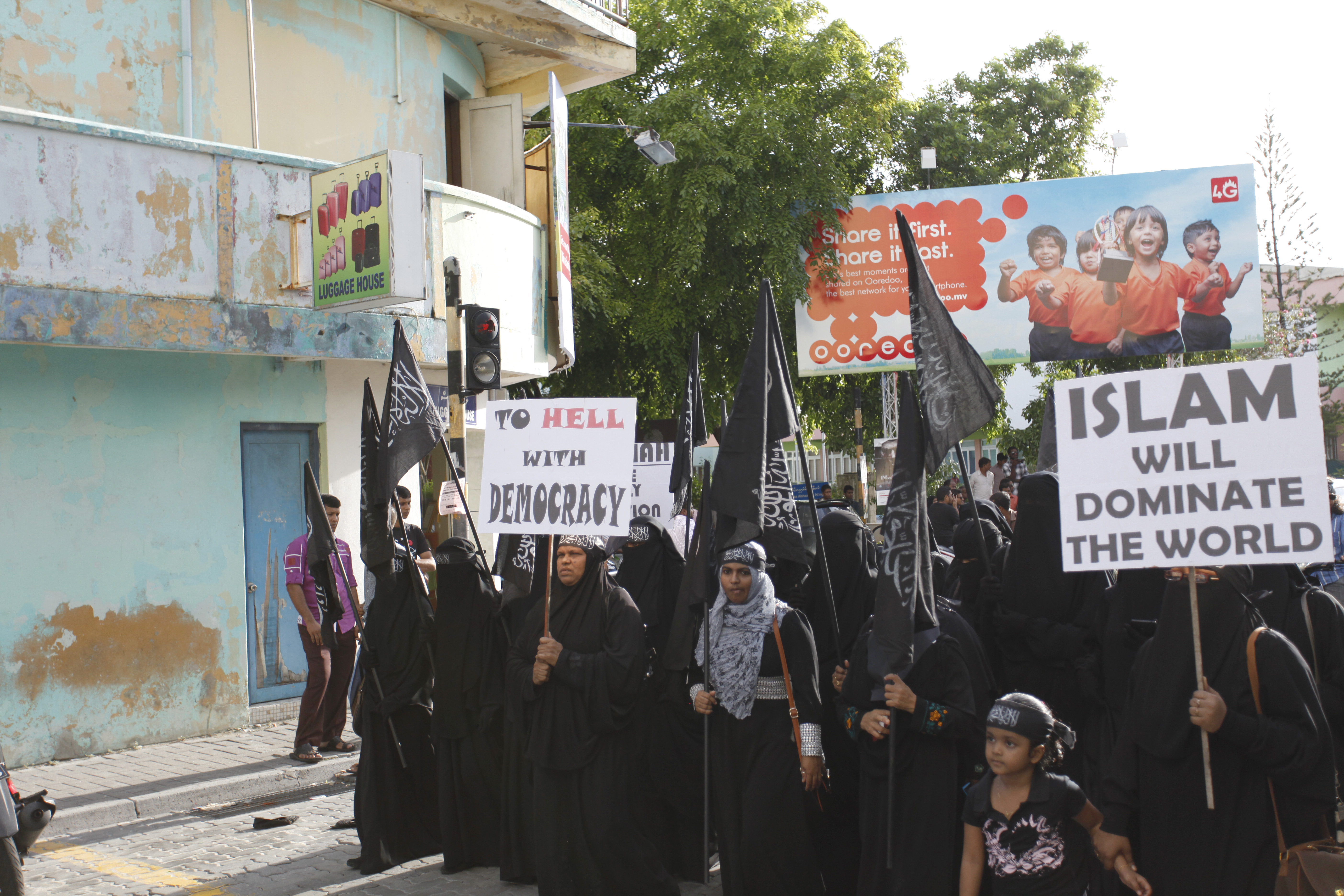
샤리아 이슬람 법을 요구하는 공개 시위, 2014년 몰디브.

이슬람주의는 이슬람의 이념을 사회에 실현하는 것을 목적으로 한 무슬림의 국가를 샤리아에 따라 정치가 되는 이슬람 국가를 만드는 것을 목표로 하는, 이슬람주의자들에 의한 정치 운동, 정치 이데올로기를 가리키는 개념이다.

## 같이 보기
- 기독교주의
- 이슬람 민주주의
- 이데올로기 목록